# Гора Хаддінгтон
Гора Хаддінгтон (англ. Mount Haddington) — це масивний щитовий вулкан висотою 1630 м, що охоплює велику частину острова Джеймса Росса в Землі Ґрема, Антарктида. Має 60 км завширшки. Зазнав численних підльодовикових вивержень протягом всієї своєї історії, які сформували багато туй. Деякі його виверження були більші за обсягом, ніж цілий вулкан нормального розміру.
Гора Хаддінгтон сформувалась уздовж Рифту Ларсена переважно під час епохи міоцену і пліоцену, але пізніші виверження створили вулканічні конуси на його схилах. Наймолодші туфові конуси та пірокластичні конуси на східному схилі розташовані нижче крижаної вершини і, можливо, утворилися за останні кілька тисяч років. Ефузія створила великі дельти, що складаються з гіокластитових брекчій і лавових потоків.
Гору Хаддінгтон було відкрито 31 грудня 1842 року експедицією Росса, плаванням наукового дослідження Антарктики з 1839 по 1843 рік на чолі з Джеймсом Кларком Россом. Росс назвав гору на честь графа Хаддінгтона, тоді першого лорда Адміралтейства.